# Adam Wadecki
Adam Wadecki (Elbląg, Voivodat de Vàrmia i Masúria, 23 de desembre de 1977) és un ciclista polonès, ja retirat, professional del 2000 al 2014. El seu germà Piotr també s'ha dedicat al ciclisme professionalment.
En el seu palmarès destaca la Dookoła Mazowsza del 2004 i, sobretot, el Campionat nacional en ruta de 2005.
Una vegada retirat continuà vinculat al ciclisme com a director esportiu de l'equip Krismar Big Silvant, dirigent de l'Associació Polonesa de Ciclisme i formant a noves generacions de ciclistes a la Wadecki Bike Academy.

## Palmarès
- 2001
  - 1r al Memorial Andrzej Trochanowski
  - Vencedor d'una etapa de la Szlakiem Grodów Piastowskich
- 2002
  - Vencedor d'una etapa de la Szlakiem Grodów Piastowskich
- 2004
  - 1r a la Puchar Ministra Obrony Narodowej
  - 1r a la Dookoła Mazowsza i vencedor d'una etapa
  - Vencedor d'una etapa de la Volta a Eslovàquia
- 2005
  -  Campió de Polònia en ruta
  - Vencedor d'una etapa dels Quatre dies de Dunkerque
  - Vencedor de 3 etapes dels Cursa de la Solidaritat Olímpica
- 2008
  - Vencedor d'una etapa de la Volta al Marroc
  - Vencedor d'una etapa de la Dookoła Mazowsza
  - Vencedor d'una etapa de la Volta a Eslovàquia
- 2010
  - Vencedor d'una etapa de la Cursa de Solidarność i els Atletes Olímpics
  - Vencedor d'una etapa del Bałtyk-Karkonosze Tour
- 2012
  - Vencedor d'una etapa de la Dookoła Mazowsza